# Acanthodelta trapezoides
Acanthodelta trapezoides är en fjärilsart som beskrevs av Achille Guenée 1862. Acanthodelta trapezoides ingår i släktet Acanthodelta och familjen nattflyn. Inga underarter finns listade i Catalogue of Life.

## Bildgalleri

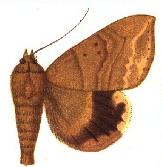
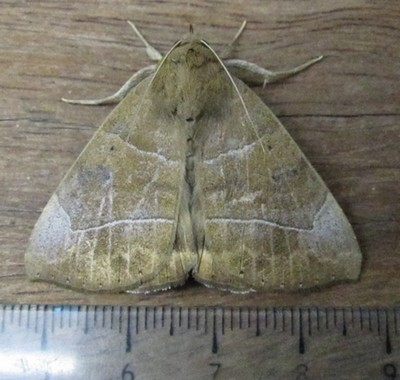